# Contea di Ningcheng
La contea di Ningcheng (宁城县S, Níngchéng XiànP) è una contea della Cina, appartenente alla regione autonoma della Mongolia Interna e amministrata dalla prefettura di Chifeng.